# セレ
セレ （フランス語:Céret、カタルーニャ語:Ceret）は、フランス、オクシタニー地域圏、ピレネー＝オリアンタル県のコミューン。1950年にできたセレ現代美術館（fr）で知られる。

## 地理
コミューンの境界をなすテック川谷、ヴァルスピル地方の入り口に位置する。ピレネー山脈の北麓であり、東の地中海まで約24km、カニグー山の西20kmほどにある。

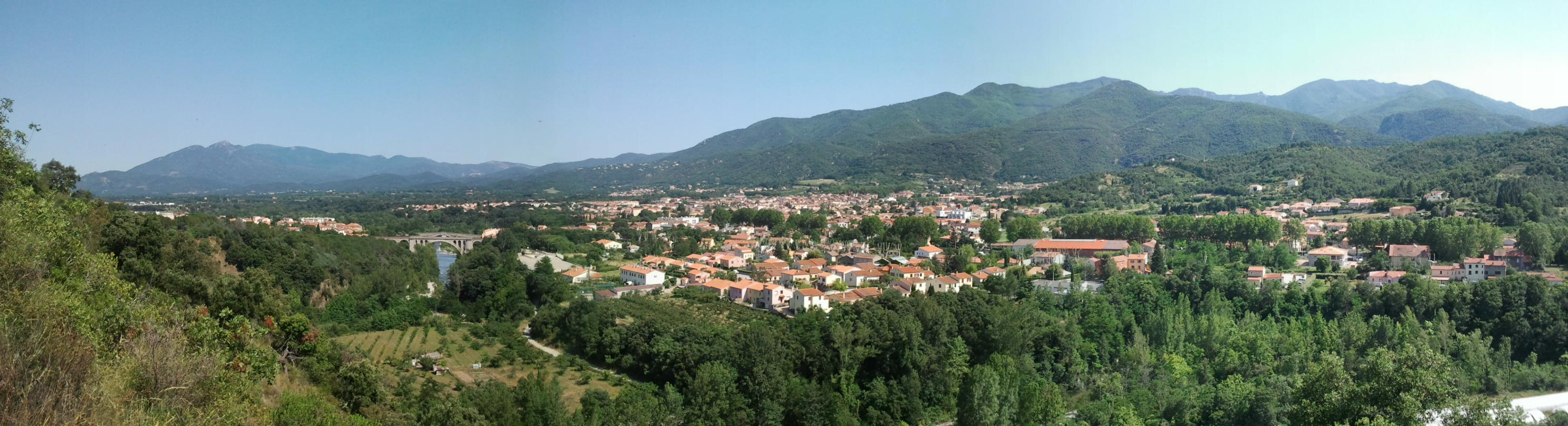
セレ

現在のテック川はコミューンの旧市街から約2km離れ、コミューンより約50フィート下を流れている。このために長い間川から水を直接くみ上げることができなかった。上水道は井戸や運河の掘削によって獲得してきた。
1866年に運河が掘削され、畑の灌漑に利用されるようになった。現在、飲料水はテック川上流でくみ上げられた水が利用されている。
セレの気候は地中海性気候で、暑く乾燥した夏が特徴である。冬は、北から吹くトラモンターヌ風（fr）のため温暖である。

## 歴史

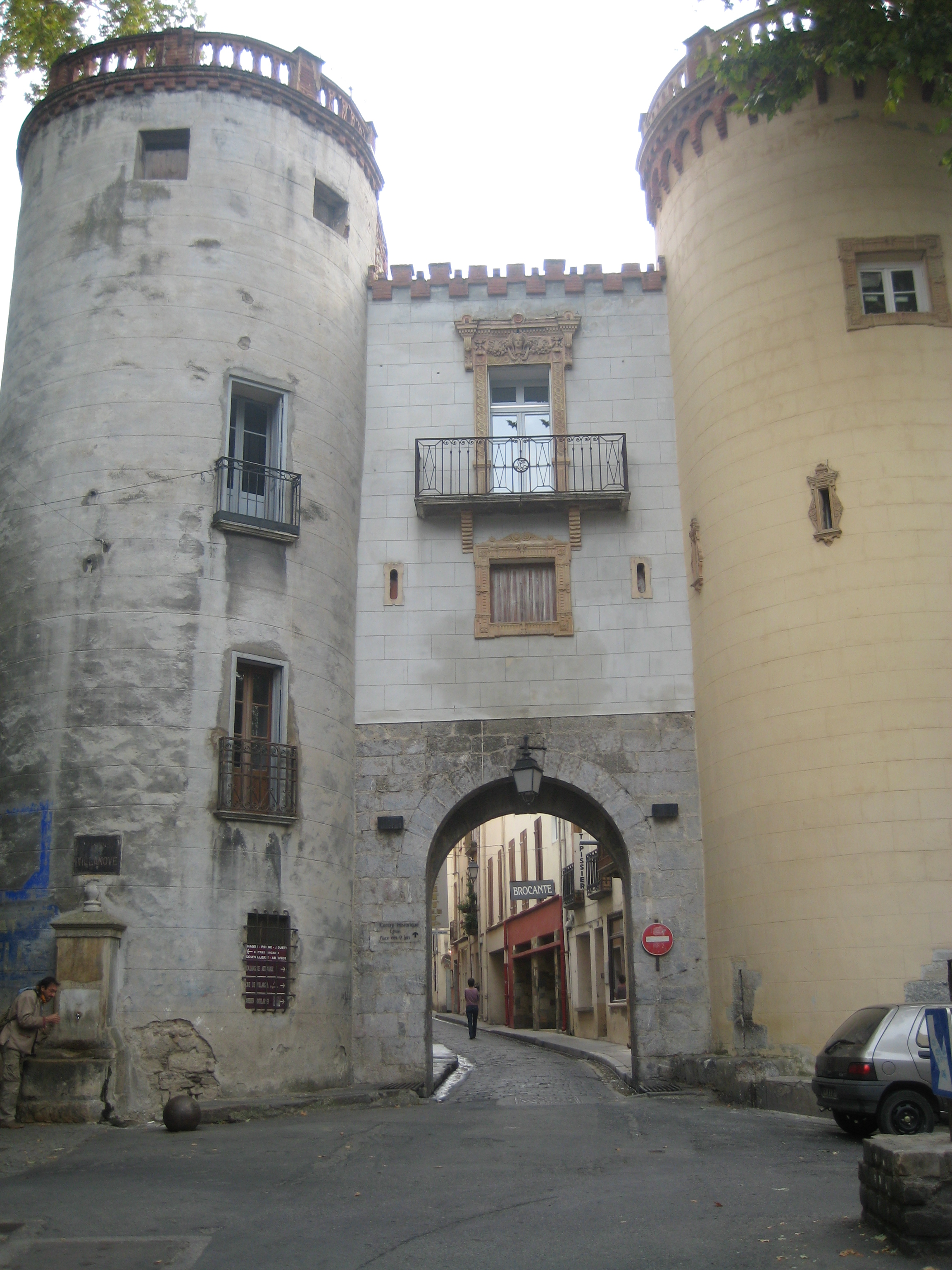
城門

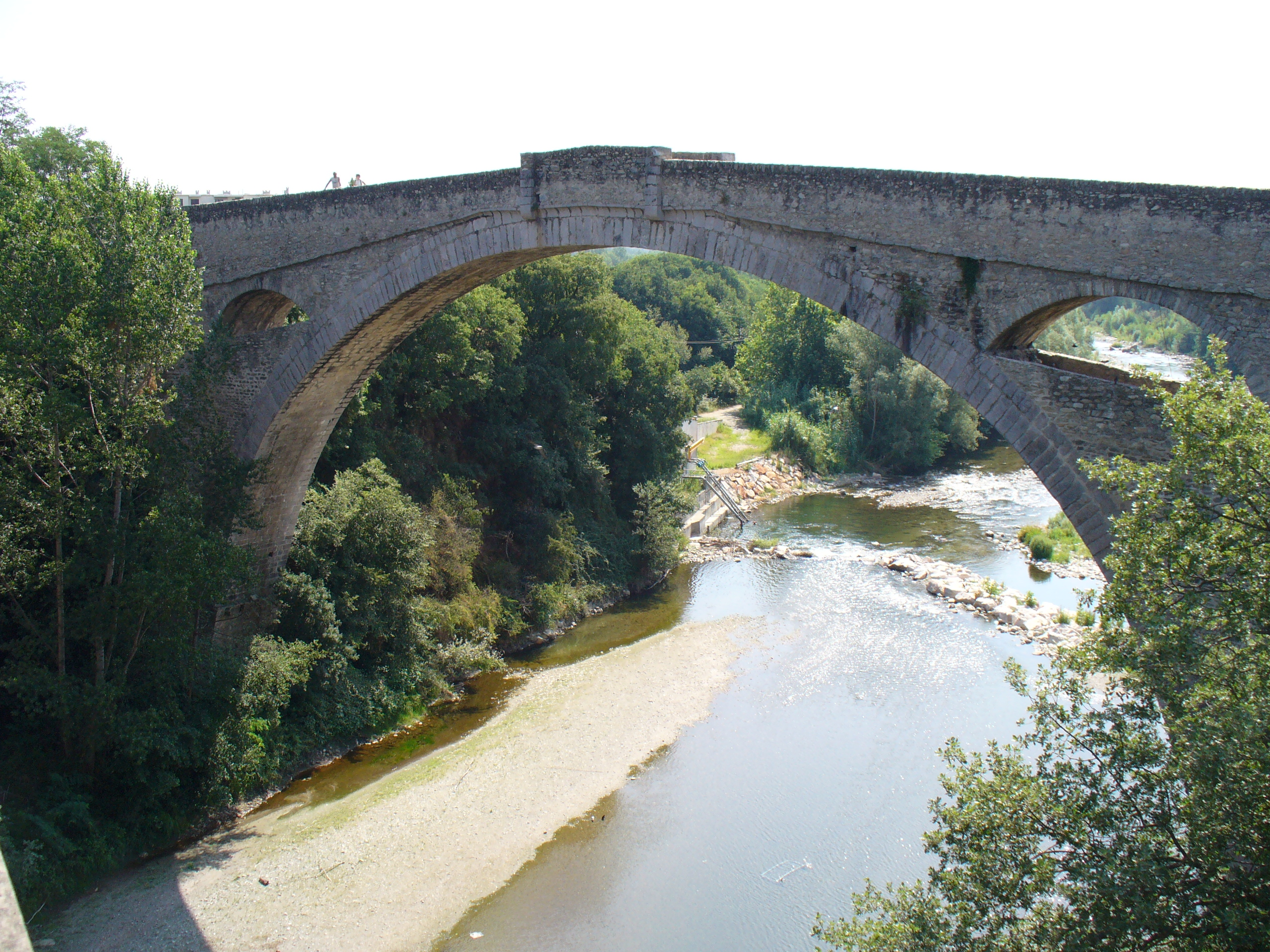
悪魔橋

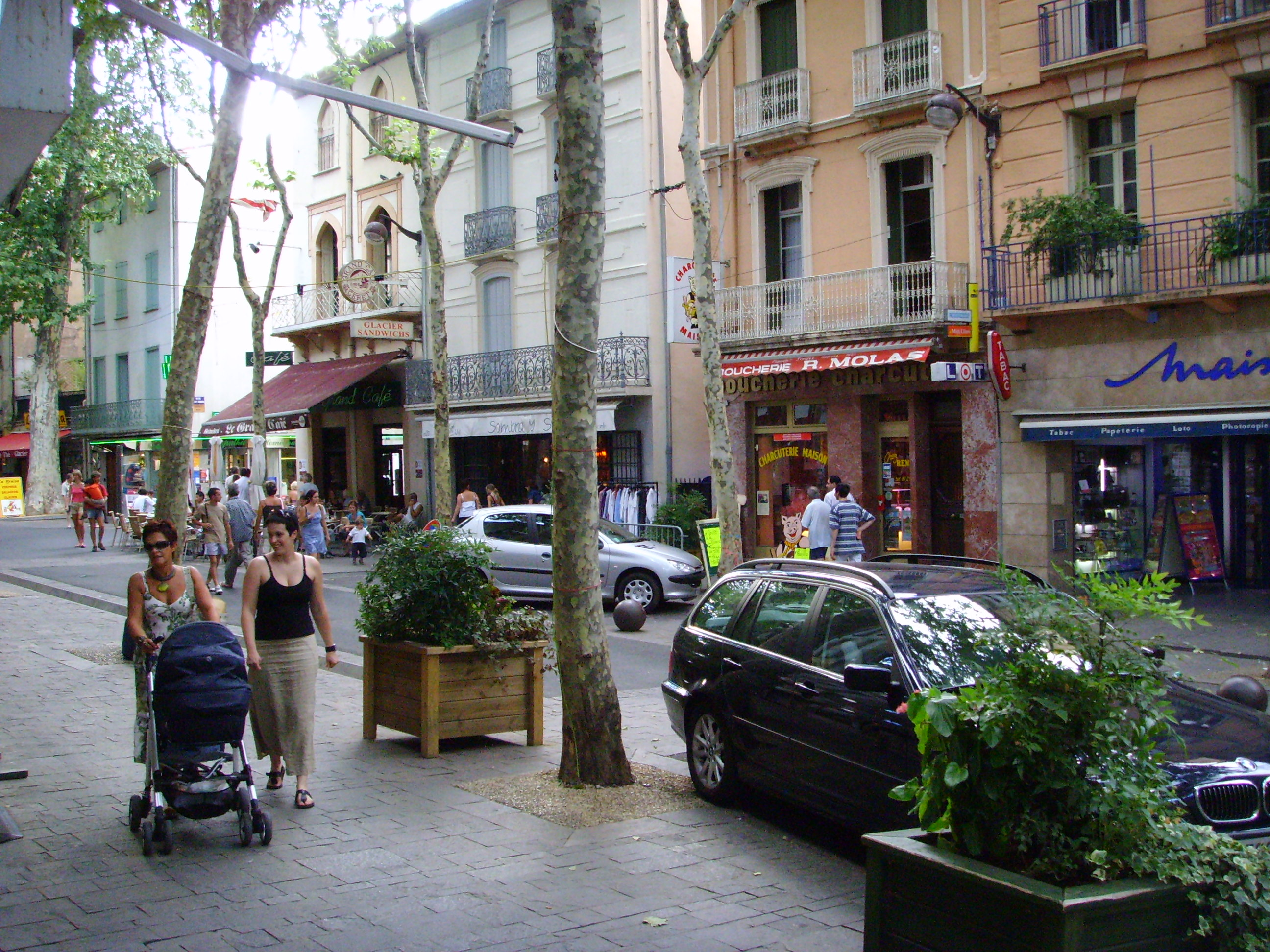
マレシャル・ジョフル大通り

セレは、866年にCeretoの名で初めて記された。Ceretoとはイベリア人の山岳民族Kerretoにちなむとされる。
セレはサクランボの栽培で知られた。サクランボを意味するcerisier、そして地名のCeretはどちらも前インド・ヨーロッパ語のKar-kerより派生したことがわかっている。地名Cerisierは、古代の町ケラスス（Kerasus）、古代ギリシャ語でケラソス（Kerasos）より派生した。
9世紀より以前のセレの考古学的・歴史的記録はない。多くの民族がセレの周辺に定住した。イベリア人、ローマ人、西ゴート族、サラセン人である。ローマ人は、テック川とその氾濫原をつなぐ橋を築いた。二重アーチ構造のローマ橋は522年の洪水で破壊された。ローマ街道の跡や、Centurionemの監視所跡は、現存する橋の150m上流で見られる。
セレの歴史はカロリング朝期に始まる。ヴァルスピル地方はスペイン辺境伯領の一部となったのである。セレを領有した伯領はやがてルシヨン伯に依存した。名が初めて伝えられた時のセレは、アンピュリアス伯の封土となっていた。セレの封建時代の城はこの時代に築かれた。
1172年、アラゴン王・バルセロナ伯アルフォンソ2世が、直系子孫の絶えたルシヨン伯領を継承した。1262年、ハイメ1世は、在位中に王国を2人の息子たちに分割相続させた。マヨルカ王国を継承したジャウメが、ルシヨンおよびセレの領主となった。マヨルカ王国時代、セレに城壁と堀、ベネディクト会派のサン＝フェレオル修道院が築かれた。
ハイメ1世の子孫たちによる政治対立の結果、マヨルカ王国はアラゴン連合王国の領土となった。ペドロ4世は1344年、ルシヨンを侵略し併合している。
1268年、カステルヌー子爵ギヨーム5世は、妻の持参金となっていたセレを獲得した。マヨルカ王サンス1世時代の1313年、セレに9箇所の水の噴出す泉がつくられた。
当時の流行と政治的打算から、コミューンを管理する子爵によって自治の体系が整えられた。毎年セレ住民の中からコミューンの執政官（consul）が選出された。1321年頃、コミューンは悪魔橋を建設した。建設費用はコミューンと、テック川上流の村々との間で折半された。
カスティーリャ王女イサベル（イサベル1世）と、アラゴン王子フェルナンド（フェルナンド2世）の結婚によって、セレはスペイン王国に属することとなった。この出来事をきっかけに、9箇所の噴水の噴出孔はスペイン王の紋章であるライオンで飾られた。
フランスとスペインが戦争中の1641年、セレはイル＝シュル＝テートと等しく特権を与えられた。次の特権は、西仏間の新しい国境を定めるピレネー条約交渉中の1660年に与えられた。セレを含むルシヨンがフランス領となり、セレの特権は停止された。噴水のてっぺんを飾っていたライオンはスペインやフランスを巡回し、ラテン語でVenite Ceretens, leo factus est gallus（セレ住民よ来たれ。ライオンはニワトリとなった）と刻まれた。
1581年、カプチン会派修道院が建てられた。1648年にカルメル会派修道院が建てられた（現在のこの場所には、タウンホールと観光事務所がある）。カプチン会とカルメル会の競争関係は対立を生み、フランス革命によって両方の建物が壊されて決着した。ルシヨン戦争（fr）中の1794年から1795年、セレはスペインに占領された。
20世紀初頭、フアン・グリス、ジョルジュ・ブラック、パブロ・ピカソといったキュービズムの芸術家がセレを訪れ、セレは『キュービズムのメッカ』（Mecque du cubisme）と呼ばれた。
1922年、闘牛用のアレーナ（闘牛場）が建設された。セレの闘牛の伝統は1577年から確認されている。毎年、祝祭の際に闘牛が行われている。セレはフランス闘牛自治体連合（fr）の一員である。
スペイン内戦期、セレはフランコ派の攻撃から逃れ国境を越えた避難民たちを大勢受け入れていた。第二次世界大戦中は、フランスからスペインへ向かうレジスタンスたちの通過点であった。

## 行事
セレは『初物サクランボの中心地』と呼ばれている。サクランボ祭りが毎年6月上旬に催される。
祝祭は7月14日に最も近い週末に開催される。闘牛の他、カタルーニャの民族舞踊であるサルダーナの国際大会が開かれる。

## 経済
1980年代まで、セレ経済の中心は農業であった。1960年には、人口5000人ほどのセレで年3000トンのサクランボが生産されていた。現在は多様化が進み、観光業が中心となっている。

## 姉妹都市
- ザムトゲマインデ・リュショー（en）、ドイツ